# Кравченково (Глуховский район)
Кравченково (укр. Кравченкове) — село,
Семёновский сельский совет,
Глуховский район,
Сумская область,
Украина.
Код КОАТУУ — 5921586004. Население по переписи 2001 года составляло 25 человек .

## Географическое положение
Село Кравченково находится между реками Эсмань и Клевень (4-6 км).
На расстоянии в 1 км расположено село Калюжное.
Рядом проходят автомобильная дорога Т-1908 и
железная дорога, станция Колюжный.